# Sevillana

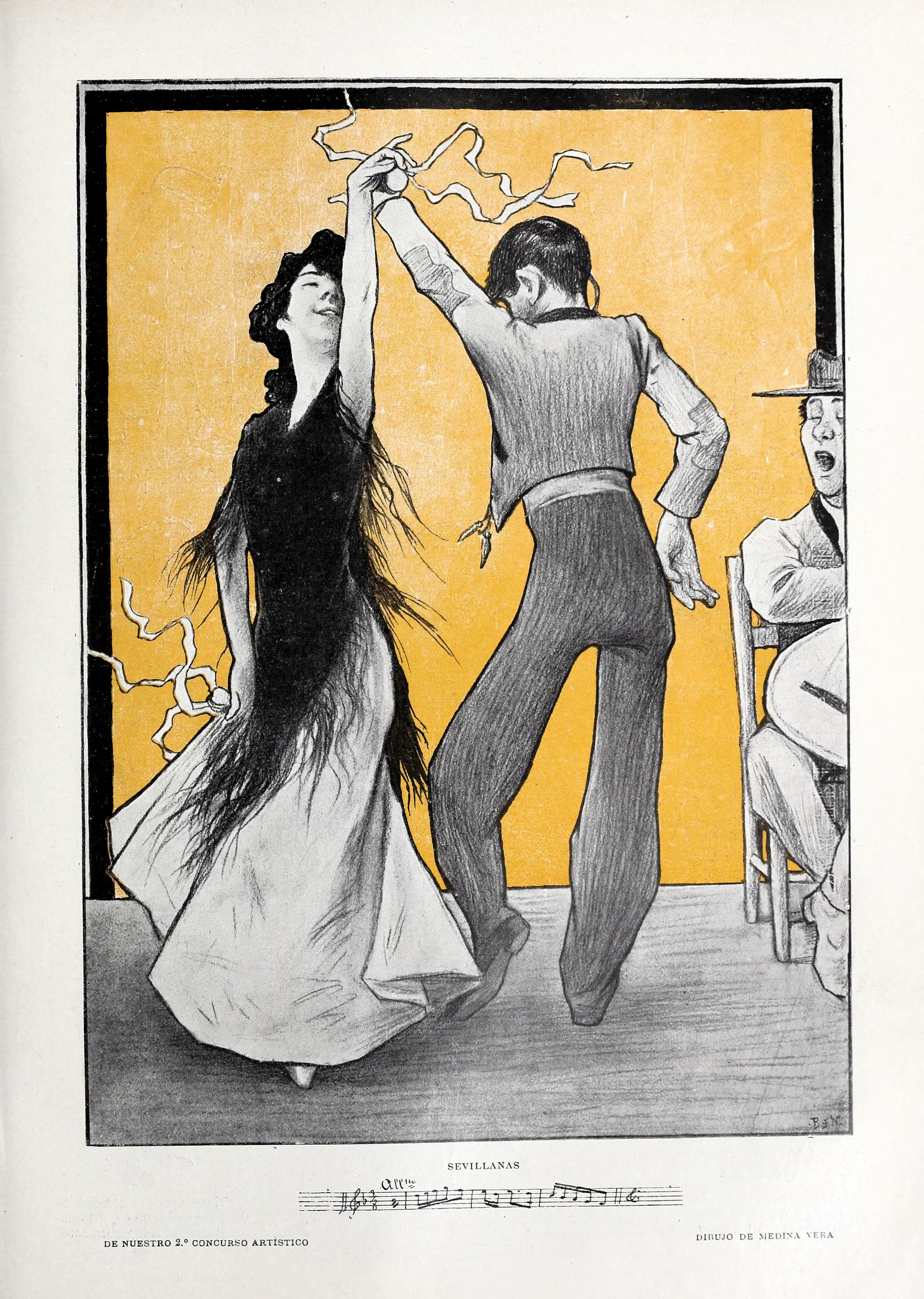
Sevillana, Grafik von Inocencio Medina Vera, 1900

Als Sevillana bezeichnet man einen in sich geschlossenen Formteil der Sevillanas, eines aus Sevilla stammenden, in Südspanien verbreiteten folkloristischen Paartanzes bzw. Volkstanzes, der traditionell mit Kastagnetten begleitet wird und der als eigenständiges und beliebtes Genre auch Eingang in das Repertoire des Flamenco gefunden hat. Die Sevillanas gelten nach wie vor in Andalusien als der Volkstanz schlechthin und sind unverzichtbarer Bestandteil der Ferias, der kleinen und großen Volksfeste der Region.
Als Vorläufer der Sevillanas gilt die Seguidilla sevillana, ein seit dem 18. Jahrhundert dokumentiertes regionales Tanzlied, das sich aus den im späten 16. Jahrhundert entstandenen kastilischen Coplas de Seguidilla entwickelte.

## Das tänzerische Erscheinungsbild
Traditionell sind die Sevillanas ein schneller Paartanz mit gegenüber aufgestellten, überwiegend spiegelverkehrt und in den Schrittfolgen synchron agierenden Tanzpartnern, formal streng geregelten Platzwechseln und nur gelegentlichem Körperkontakt. Auf Volksfesten wird der Tanz mangels männlicher Tanzpartner bisweilen allein von Frauen ausgeführt, teilweise auch mit mehr als zwei Akteurinnen in kreisförmigen Choreographien. In Bühnenchoreographien größerer Tanzensembles entfallen häufig die charakteristischen Platzwechsel des Paartanzes zugunsten einer überwiegend frontal ausgerichteten Präsentation.
Die ursprünglich obligatorische Kastagnettenbegleitung hat außerhalb der professionellen Darbietungen zunehmend an Bedeutung verloren, während sich die farbenfrohe klassische Bekleidung der Tänzerinnen, die traje de flamenco nach wie vor ungebrochener Beliebtheit erfreut.

## Form und Rhythmus
Es wird stets eine Serie von vier Sevillanas (coplas) getanzt, die vom formalen Aufbau her stets gleich sind, sich aber choreographisch unterscheiden, obwohl sich bestimmte Elemente, wie der Sevillanas-Grundschritt (paso de Sevillanas) und die Platzwechsel (pasadas) an festgelegten Stellen wiederholen.
Jede Sevillana beginnt mit einer instrumentalen Einleitung, die das Tempo festlegt und den Paaren Zeit gibt, sich aufzustellen. Eine kurze Gesangsphrase, die salida, signalisiert den Beginn des eigentlichen Tanzes, der im Sechser-compás auftaktig auf der vierten Zählzeit beginnt.
Der Grundrhythmus ist dreizeitig und wird meist als 3/4-Takt notiert. Jeweils zwei Takte ergeben eine musikalische und tänzerische Phrase, daher bezieht sich die Zählung in der Praxis meist auf einen Schrittzyklus mit sechs Zählzeiten. Diesem Sechser-Schema folgt häufig auch die Akkordbegleitung, so dass insbesondere in den instrumentalen Einleitungen und Zwischenspielen der Eindruck eines im Vergleich zum 3/4-Takt vorgezogenen Akkordwechsels entsteht:
| 6er-compás   | 1  | 2 | 3 | 4 | 5 | 6 |
| Akkorde      | D7 | - | T | - | - | - |
| Zählzeit 3/4 | 1  | 2 | 3 | 1 | 2 | 3 |

## Musikalische Gestaltung
Anders als in der Praxis des traditionellen Flamenco, gibt es in den Sevillanas keine Beschränkungen der Tonarten und des Tongeschlechts. Bis zum Ende der 1960er Jahre wurden in den klassischen Sevillanas häufig Melodien, Tongeschlecht und Tonart nach dem Prinzip des Potpourri in jeder Strophe abgewechselt, eine Praxis, die sich in rein instrumentalen Sevillanas erhalten hat. Im Gegensatz dazu haben sich die gesungenen Sevillanas durch Einflüsse des populären Strophe-Refrain-Schemas zu einer kompositorisch und in den Gesangstexten auch inhaltlich zusammenhängenden Form entwickelt, in der alle Teile dem gleichen melodischen Ablauf folgen.